# Orde van Zayed

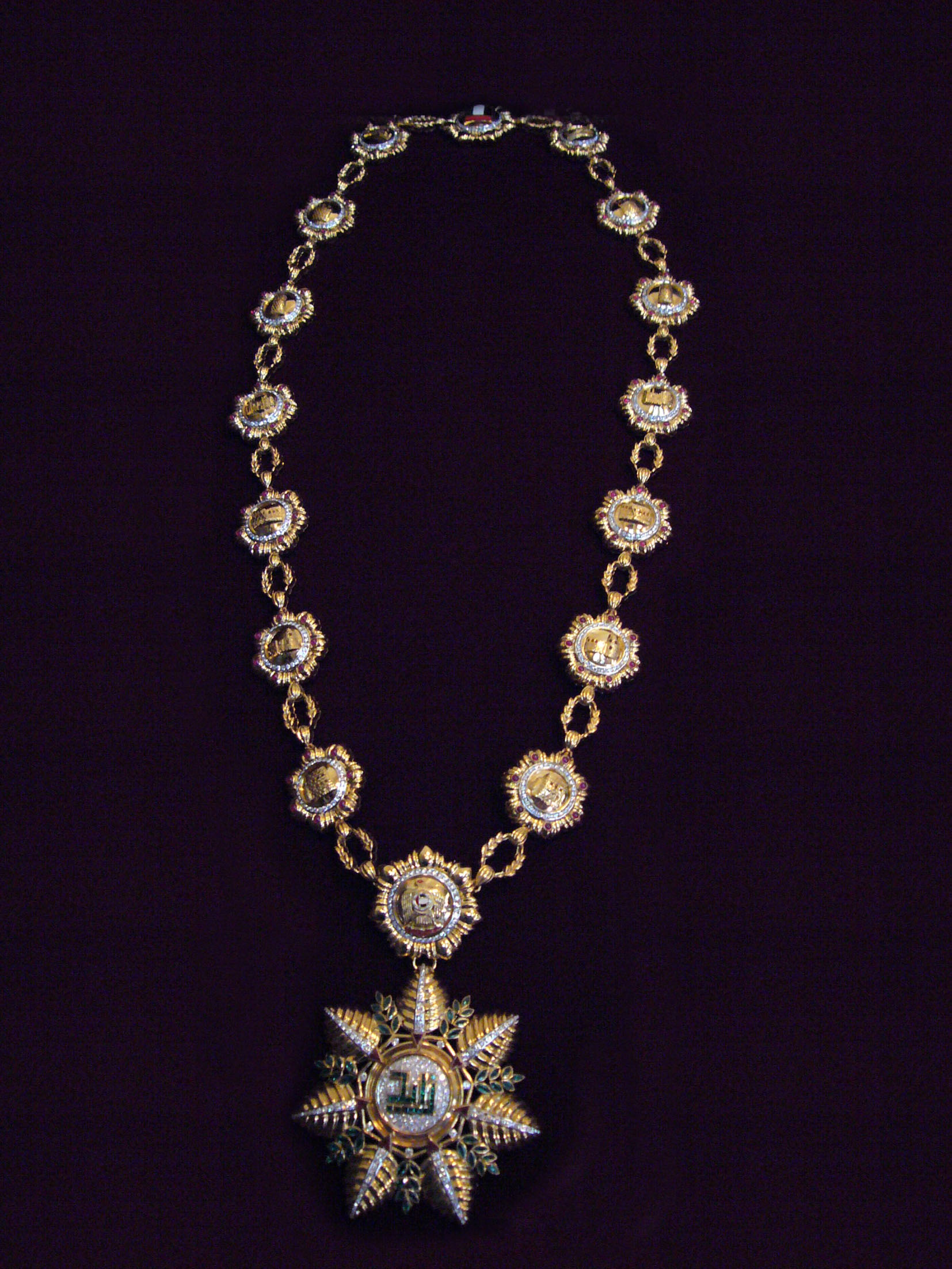
De Orde van Zayed

De Orde van Zayed is de hoogste burgerlijke onderscheiding van de Verenigde Arabische Emiraten. Zoals bij dergelijke onderscheidingen gebruikelijk is worden bevriende staatshoofden met deze orde vereerd.

## Gedecoreerden
- Tamim bin Hamad al-Thani, kroonprins van Qatar, op 6 januari 2005
- Vladimir Poetin, premier van Rusland, op 10 september 2007
- Elizabeth II, koningin van het Verenigd Koninkrijk, op 25 november 2010[1]
- Mohammed VI van Marokko, koning van Marokko, op 4 mei 2015 (Keten)
- Xi Jinping, president van China, op 20 juli 2018[2]
- Donald Trump, president van de Verenigde Staten, op 15 mei 2025[3]